# Chrysochlorina longiseta
Chrysochlorina longiseta är en tvåvingeart som först beskrevs av Walker 1854.  Chrysochlorina longiseta ingår i släktet Chrysochlorina och familjen vapenflugor. Inga underarter finns listade i Catalogue of Life.